# Les Filles du Calvaire
Les Filles du Calvaire est un roman de Pierre Combescot publié le 28 août 1991. Il obtient la même année le prix Goncourt et le prix Goncourt des lycéens.

## Historique
L'ouvrage est dédié à Jean Lafont. Le roman remporte le prix Goncourt en novembre 1991.

## Résumé
Ce roman décrit la saga d'une famille juive tunisienne, d'origine livournaise et les pérégrinations d'une jeune fille qui atterrit dans le quartier des Filles-du-Calvaire à Paris durant l'Occupation allemande.

## Éditions
- Éditions Grasset, 1991,  (ISBN 2246435412).